# Rachiplusia pedalis
Rachiplusia pedalis är en fjärilsart som beskrevs av Augustus Radcliffe Grote 1875. Rachiplusia pedalis ingår i släktet Rachiplusia och familjen nattflyn. Inga underarter finns listade.